# تی-۱۴ آرماتا
تی-۱۴ آرماتا (به روسی: Т-14 «Армата») جدیدترین تانک اصلی میدان نبرد ارتش روسیه است که در سال ۲۰۱۵ از آن رونمایی شد. تی-۱۴ در حال حاضر یکی از پیشرفته‌ترین تانک ها در جهان از نظر زرهی-حفاظتی و سیستم کنترل آتش می‌باشد. این تانک بر مبنای بدنه زره‌پوش آرماتا توسعه پیدا کرده‌است. تا کنون حدود ۲۱ دستگاه آرماتا تحویل ارتش روسیه داده شده‌است.
تی-۱۴ طراحی کاملاً متفاوتی تانک‌های قبلی روسیه و شوروی دارد. اندازه تانک بسیار بزرگتر است و از برجک بدون سرنشین استفاده شده‌است و سه سرنشین تانک در قسمت جلوی بدنه می‌نشینند. به گفته صاحب نظران این تانک می‌تواند قدرت زرهی روسیه را احیا کند و بعد از به‌کار گیری تعداد کافی آن ترس دوران جنگ سرد از تانک‌های روسی را دوباره به‌وجود آورد.

## مشخصات
نسل‌های پیشین تانک‌های اتحاد شوروی و روسیه، از کاربری آسان برخوردار بودند اما تی ۱۴  به صورت کاملا متفاوت طراحی شده و با مجموعه‌ای از خصوصیات پیشرفته‌ای که در هیچ جای دیگر دنیا مشابه آن وجود ندارد، مجهز شده‌است. تفاوت این تانک روسی با همۀ تانک‌های دیگر این است که به یک توپ خودکار با لوله‌ای صاف مجهز است که این نوع طراحی باعث می‌شود کابین سرنشین کاملا از مهمات جنگی جدا باشد.
علاوه بر این، تانک آرماتا از یک سپر سخت و چند لایه برخوردار است که هماهنگ با دفاع پویا و سیستم حفاظ فعال، عمل می‌کند که قادر است اهداف را منهدم کند یا از کار بیندازد. این سیستم همچنین دارای سیستم پارازیت انداز و رادار نوری برای کشف و تعقیب انواع اسلحه است. همچنین این تانک‌های روسی به موشک های هدایت شونده ضد تانک نیز مجهز هستند.
آرماتا مجهز به سیستم تأثیر بر دستگاه های الکترونیکی در موشک های مهاجم است که همین امر به آن اجازه می‌دهد از اصابت موشک‌های آمریکایی ضدزره TOW-2A در امان باشند و حتی به سرنشینان خود این اجازه را می‌دهد که در حالی که موشک به سوی آن در حال پرواز است؛ تانک را به مکان جدیدی منتقل کنند.
از سوی دیگر، سیستم انهدام مستقیم که در این تانک روسی قرار دارد به سرنشینان این امکان را می‌دهد که TOW-2A را در حالی که به سوی آن پرواز می‌کند، هدف قرار دهند. همچنین تانک آرماتا مجهز به سیستم دفاع پویاست که تا حد زیادی احتمال شکافته شدن سپر تانک را کاهش می‌دهد و حتی اگر چنین سیستمی در تانک نبود باز هم بعید به نظر می‌رسد که موشک تاو بتواند لایه‌های جلویی تانک را بشکافد.
البته موشک تاو در صورتی که از بالا به تانک برخورد کند، می‌تواند به آن آسیب برساند؛ ولی سرنشینان آن سالم خواهند ماند و می‌توانند صحنه را به سلامت ترک کنند.
این تانک برای جنگ در رویارویی مستقیم با دشمن، حمایت از حمله واحد‌های تفنگدار موتوری، مقابله با نیروی دشمن در محل‌های سرپوشیده و سرباز است.
این تانک دارای موتوری بسیار قدرتمند بوده و از تحرکی بسیار بالایی برخوردار است طبق اعلام روس‌ها ارماتا دارای یک موتور دیزل ۱۲ سیلندر ChTZ 12Н۳۶۰ (A-85-3A) ۱۵۰۰ تا ۲۰۰۰ اسب بخار در عقب بدنه است.
با در نظر گرفتن وزنش دارای رانش به وزن ۳۰ اسب بخار بر تن است که بالاترین رقم بین تانک های موجود است. موتور این تانک را می‌تواند برای عملکرد بین ۱۵۰۰ تا ۲۰۰۰ اسب بخار تنظیم کرد
که با توجه به وزن ۵۰ تنی این تانک بسیار رقم بالا و مطلوبی است. این تانک در نظر بسیاری از کارشناسان درحال حاضر بهترین تانک موجود در جهان است. آرماتا در حال حاضر از توپ ۱۲۵ م م بهره می‌برد ولی روس‌ها نسخه قدرتمند تری را با کالیبر ۱۵۲ م م هم بر روی این تانک آزمایش نموده‌اند تا در صورت نیاز با یک ارتقا اقدام به نصب توپ قوی تر بر روی این تانک کنند.
این تانک نیز از بازگذار اتوماتیک و خشاب گلوله برخوردار است ولی نوع خشاب گلوله‌ها با سیستم چرخ و فلکی تانک‌های پیشین تفاوت‌هایی دارد در سیستم جدید، خشاب دایره‌ای شکل مهمات در پشت سر خدمه قرار دارد و سر گلوله‌ها به طرف بالا قرار گرفته‌اند و در این نسخه پوکه و مهمات سرهم است در حالی که در توپ ۱۲۵ م م ۲ ای ۴۶ مهمات از خرج پرتاب جدا بوده.
در صورت نفوذ مهمات و انفجار مهمات درون آرماتا با در نظر گرفتن قرار گرفتن سر مهمات به طرف بالا، به طرف بالا شلیک شده و تنها باعث کنده شدن برجکی می‌شود که خدمه‌ای درون ان نیست و از طرفی خدمه درون کپسول زرهی خود ایمنی لازم را دارند، سامانه گلوله گذاری می‌تواند بین ۱۰ تا ۱۲ گلوله در دقیقه لود کند و برد موثر آن ۸۰۰۰ متر است.
نکته قابل ذکر اینکه توپ توان پرتاب موشک ضد تانک ۳UBK21 Sprinter را دارد که برای این تانک طراحی شده و دارای سرعت بیش از ۲ ماخ و برد بیش از ۶۵۰۰ متر است و در ۱۸۰۰ تا ۲۰۰۰ م م زره کامپوزیت نفوذ می‌کند و از قرار معلوم این موشک نیز دارای سامانه هدایت لیزری است. تانک دارای سه خدمه است که درون بدنه در یک کپسول زرهی محافظت شده قرار دارند تا در صورت انفجار مهمات درون تانک اسیب نبینند. هر سه خدمه در کنار هم قرار گرفته‌اند که ترتیب انهابه این شکل است که راننده در سمت چپ، توپچی در وسط و فرمانده در سمت راست که راننده و فرمانده هر کدام دارای یک دریچه در بالای سر خود برای بیرون آمدن از ان هستند. همچنین هر سه دارای تعدادی پیرسکوپ در بالای سر خود برای دید رو به بیرون (دید رو به جلو) هستند.

## جنگ سوریه
وزارت صنایع روسیه از آزمایش تانک‌های پیشرفته این کشور در سوریه خبر داده و این آزمایش را موفقیت آمیز خوانده است. دنیس مانتوراو، وزیر صنعت و تجارت روسیه از فعالیت آزمایشی تانک تی -۱۴ در سوریه خبر داد.
این مقام روسی اعلام کرده که تانک آرماتا تی ۱۴ از نوع تانک‌های سنگین در میدان نبرد به شمار می‌رود که برخی از کشورهای خارجی نیز خواستار خرید آن شده‌اند. این تانک روسی در برخی عملیات‌های نظامی در سوریه با موفقیت مشارکت داشته است.

## نگارخانه

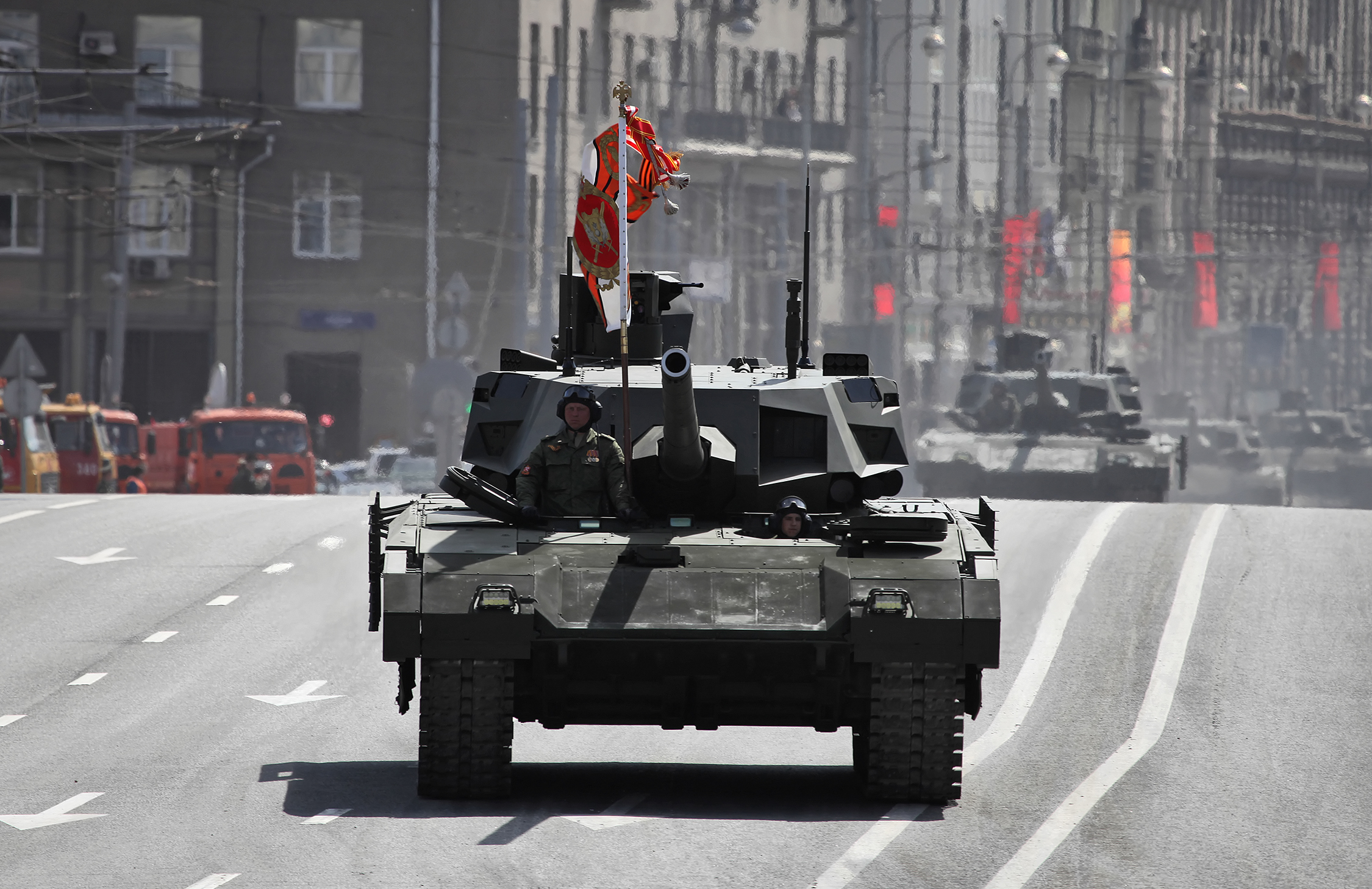
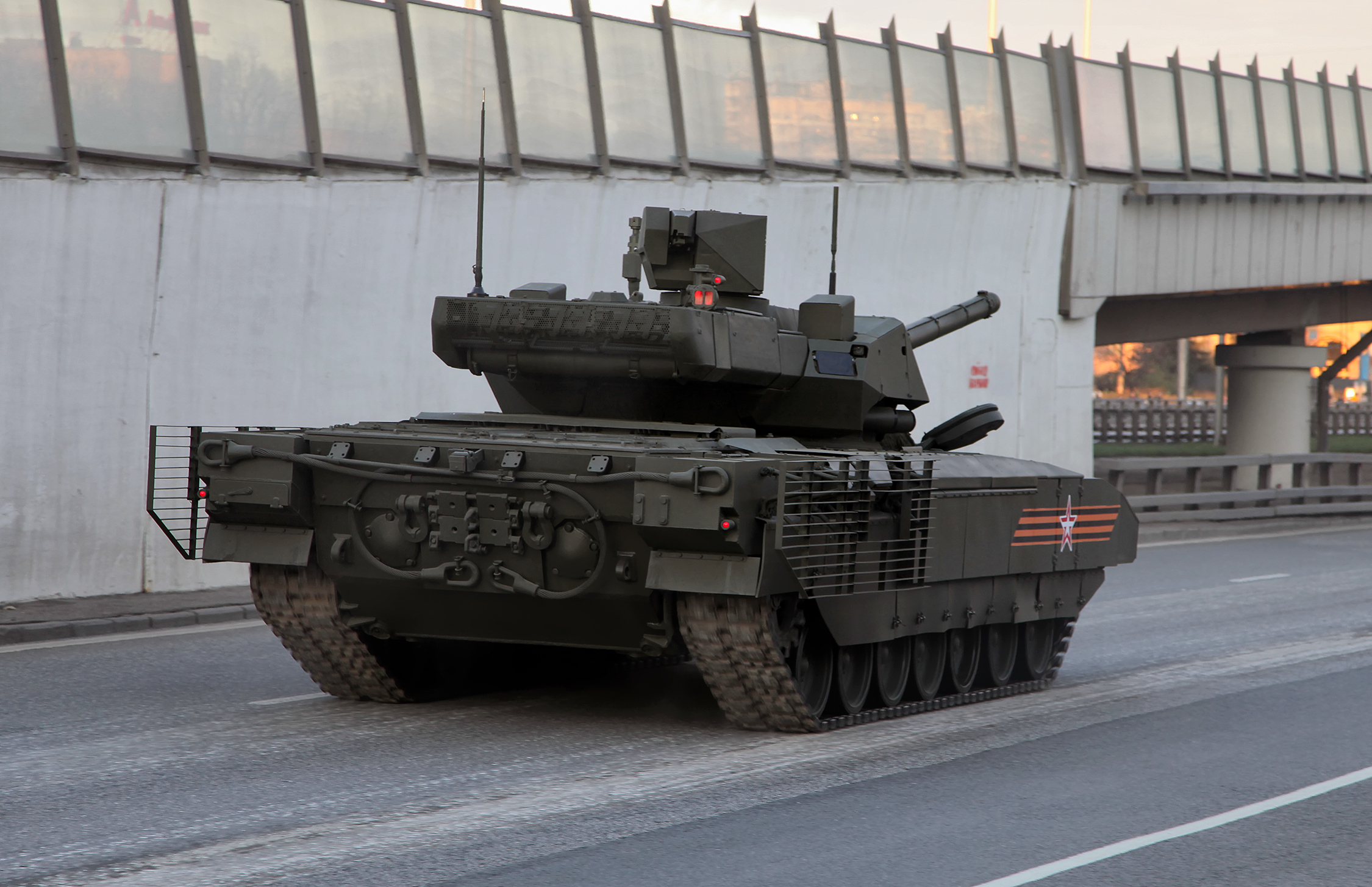
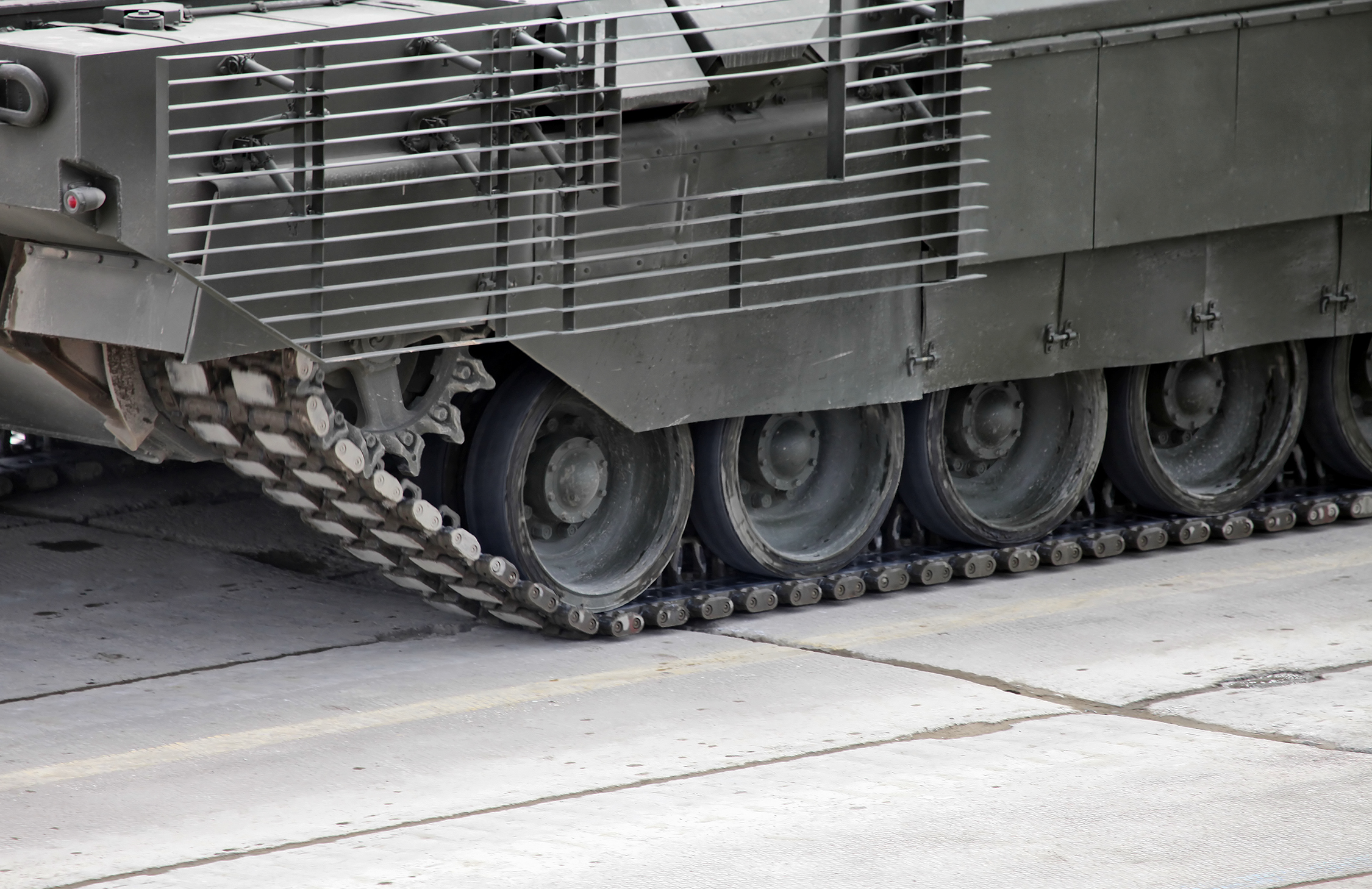
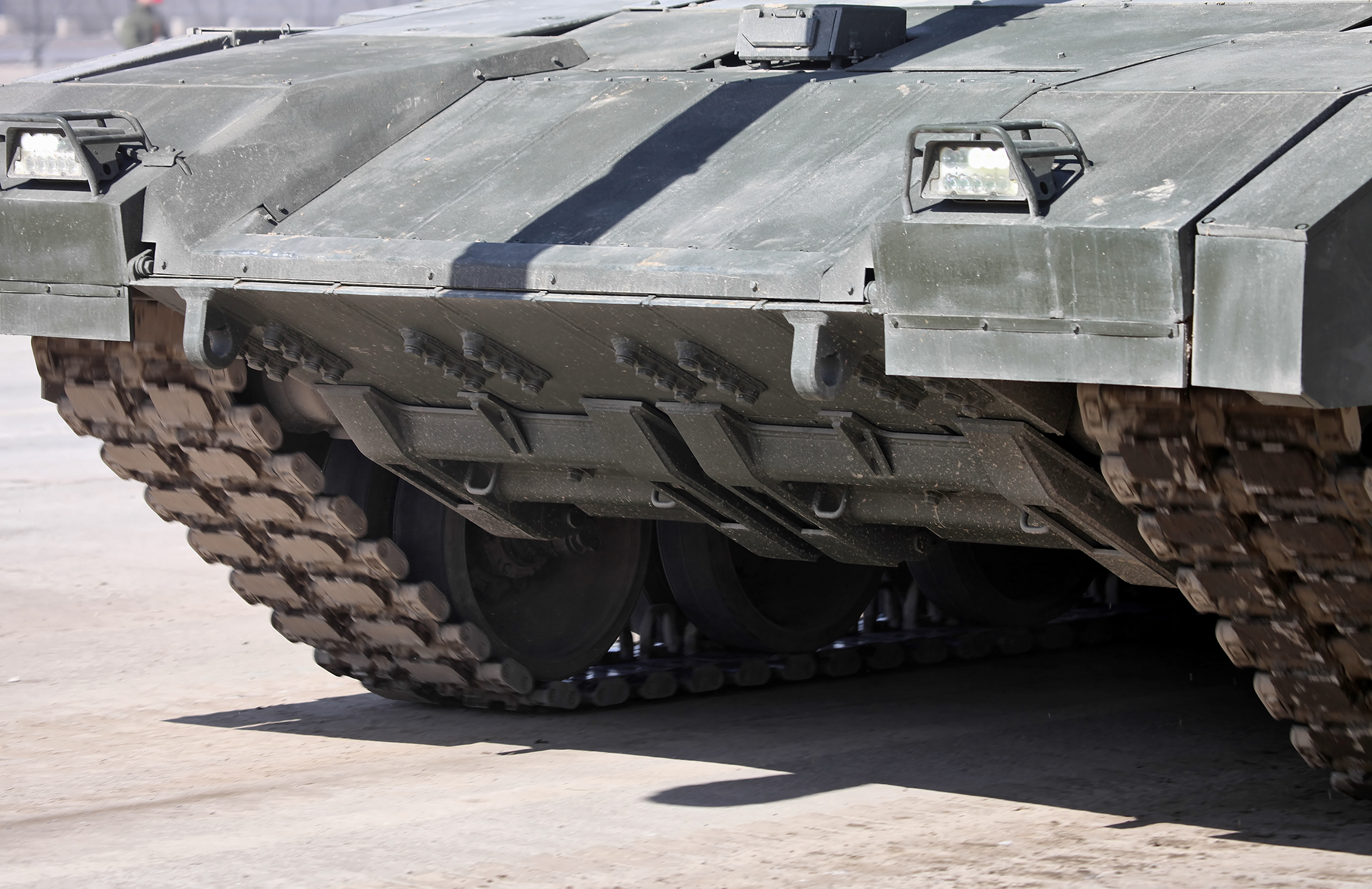
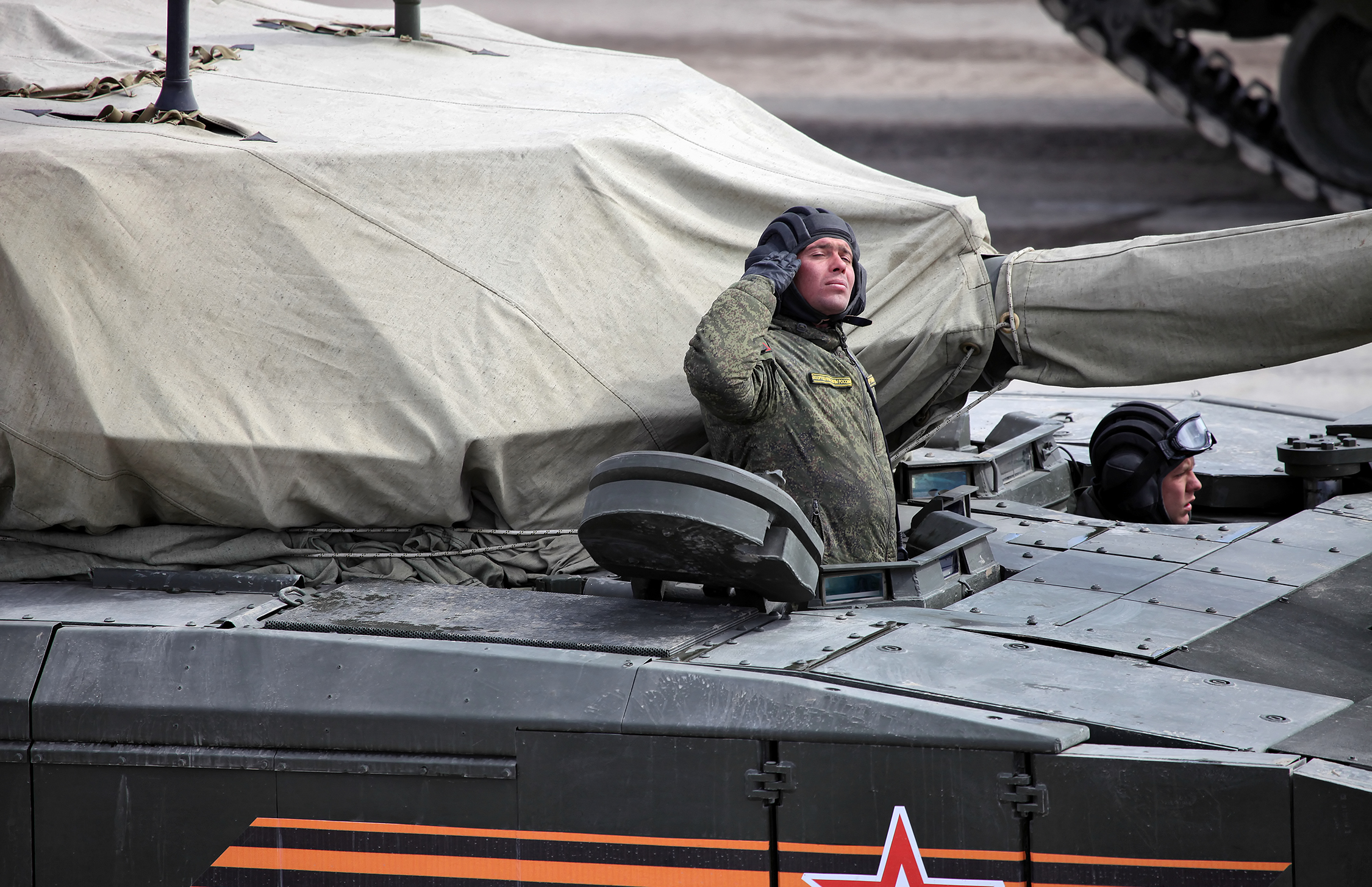
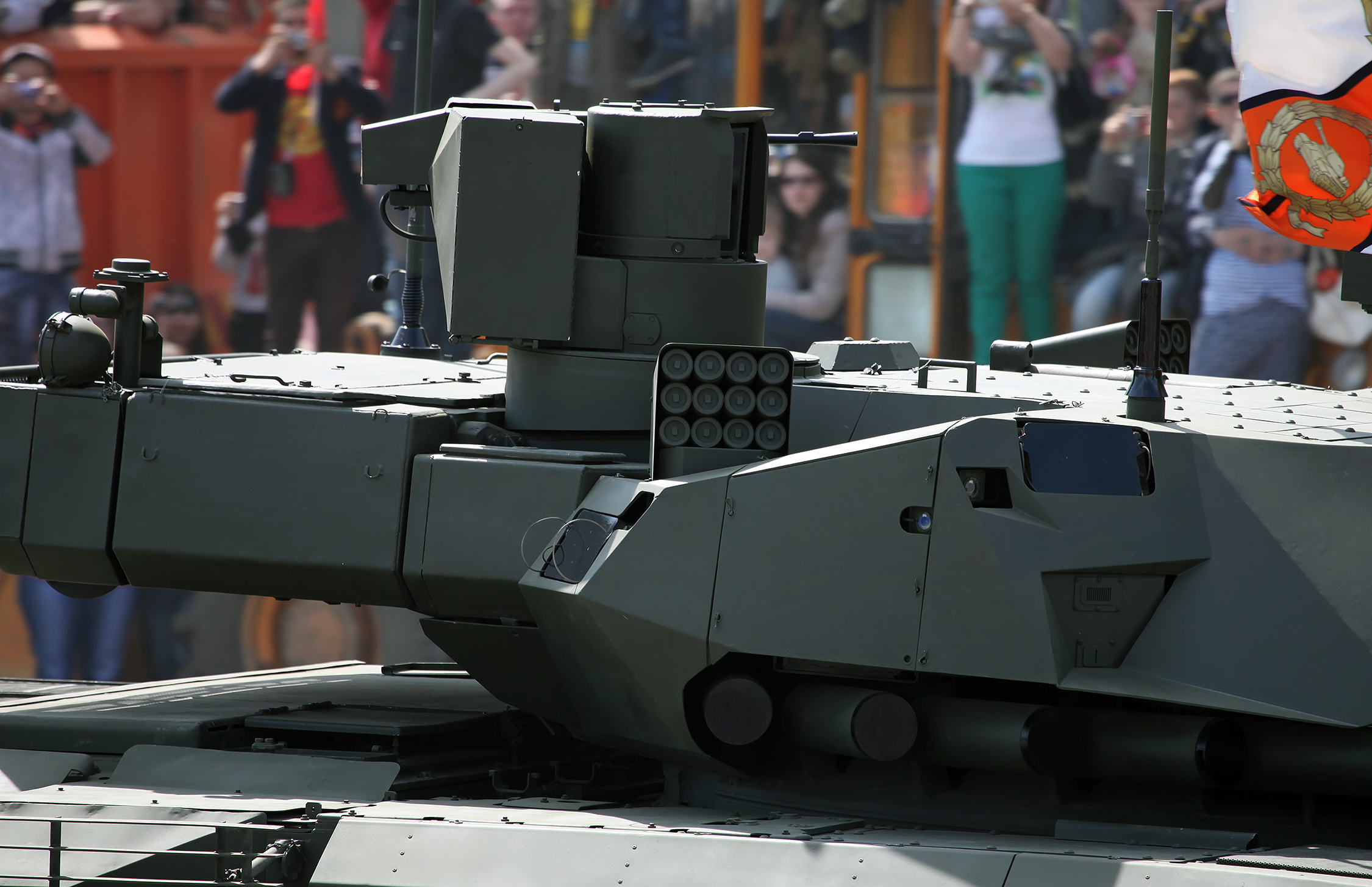